# Corynopuntia agglomerata
Corynopuntia agglomerata là một loài thực vật có hoa trong họ Cactaceae. Loài này được (A.Berger) F.M.Knuth mô tả khoa học đầu tiên năm 1935.